# 乌鲁木齐市盲人学校
乌鲁木齐市盲人学校是中华人民共和国新疆维吾尔自治区乌鲁木齐市的公办特殊学校。也是截止2021年，中华人民共和国新疆维吾尔自治区唯一的盲人学校。乌鲁木齐市盲人学校坐落在乌鲁木齐市天山区二道湾路93号。提供学前、小学、初中、职业中专、中医推拿大专、本科及社会盲人职业培训的教育。

## 历史
乌鲁木齐市盲人学校前身是筹建于1959年秋季的乌鲁木齐市盲聋学校。乌鲁木齐市盲聋学校最初选址在了跃进街精神病院，隶属于新疆维吾尔自治区民政厅。乌鲁木齐市盲聋学校从1960年开始招收盲人推拿针灸专业班的学生。1961年，开始招收15岁以下智力正常的聋哑儿童入学。1964年，位于二道湾的新校区建设完成，学校开始面向全新疆招生。并在这一年，开始招收维吾尔族等少数民族学生。1966年开始，乌鲁木齐市盲聋学校先后创建了按摩门诊部、缝纫、木工车间等。从学校毕业后，毕业生会被分配到按摩门诊或民政福利厂等地工作。1971年，乌鲁木齐市盲聋学校移交由乌鲁木齐市民政局管理。从1981年开始，每年秋季招收智力正常的聋盲儿童。1982年，学校新建面积超过1100平方米的综合楼，用以解决教学用房和教职工住房的问题。也是在这一年乌鲁木齐市盲聋学校开始与新疆中医学院（今新疆医科大学前身之一）开展联合办学，从1986年开始向全疆招生健全生。1991年成为中医学院特教部，并从1993年开始开办盲人推拿针灸函授大专班。
1996年，乌鲁木齐市盲聋学校分成了乌鲁木齐市盲人学校和乌鲁木齐市聋人学校，校址划归为乌鲁木齐市盲人学校，并挂牌乌鲁木齐市推拿职业学校。2009年，总投资人民币840万元的乌鲁木齐市盲人学校基础教育综合楼开建，基础教育综合楼建占地面积超过670平方米，筑面积超过3400平方米，地上5层，由盲人教室与盲文图书阅览室、视觉康复训练室、信息技术网络、盲人资源（含学科实验）等设施组成。乌鲁木齐市盲人学校从2006年开始筹备建立学前教育，在2016年5月，新疆首个公办视障教育幼儿园，乌鲁木齐市盲人学校附属幼儿园正式揭牌成立。这一年，乌鲁木齐市盲人学校组织成立了新疆第一家盲童萨克斯乐团。

## 现状
乌鲁木齐市盲人学校（乌鲁木齐推拿职业学校）是隶属于乌鲁木齐市教育局的全额拨款事业单位，是一所实施十二年全日制公办学校，土地面积超过10730平方米。2021年，乌鲁木齐市盲人学校下设办公室、教务处、教研室、德育处和总务处五个处室。学校编制78人，在职78人，其中就包括一批上课时老师下课是医生的双师型教师，双师型教师的存在避免了职业教育与社会需求之间的不匹配。乌鲁木齐市盲人学校（乌鲁木齐推拿职业学校）具有七个层次的职业技能培训，包括盲童学前、小学、初中、职业中专、中医推拿大专、本科及社会盲人职业培训。2015年，乌鲁木齐市盲人学校有22个教学班，在校生近530人。乌鲁木齐市盲人学校是国际视障教育学会（International Council for Education of People with Visual Impairment）的会员单位，下设乌鲁木齐推拿职业学校、乌鲁木齐市第九国家职业技能鉴定所。